# Pantoporia camida
Pantoporia camida är en fjärilsart som beskrevs av Moore. Pantoporia camida ingår i släktet Pantoporia och familjen praktfjärilar. Inga underarter finns listade i Catalogue of Life.